# Oyuktepe, Divriği
Oyuktepe là một xã thuộc huyện Divriği, tỉnh Sivas, Thổ Nhĩ Kỳ. Dân số thời điểm năm 2011 là 6 người.